# غربال إراتوستينس
غربال إراتوستينس هي خوارزمية بسيطة لإيجاد جميع الأعداد الأولية حتى عدد ما. تعمل هذه الخوارزمية بكفاءة من أجل الأعداد الأولية الصغيرة (حتى عشرة ملايين). صممت هذه الخوارزمية من قبل إراتوستينس الرياضياتي الإغريقي.

## وصف الخوارزمية
لإيجاد الأعداد الأولية الأصغر من n تتبع الخوارزمية الخطوات التالية:
1. أنشئ قائمة بجميع الأعداد من الرقم 2 إلى العدد الذي تريد,
2. نبدأ بقيمة ل p تساوي 2، أول الأعداد الأولية,
3. اشطب من القائمة جميع الأعداد من مضاعفات p والتي هي أكبر من p,
4. ابحث عن العدد التالي غير المشطوب في القائمة، هذا العدد هو العدد الأولي التالي، وسيكون هو العدد p التالي,
5. كرر الخطوات 3 و4 حتى يصير p2 هي أكبر من n,
6. جميع الأعداد الباقية على القائمة هي أعداد أولية.

## البرمجة
```
المدخل
: عدد 
n
 طبيعي أكبر قطعا من 
1
```

```
 

ليكن 
A
 جدولا من القيم البوليانية، مفهرسا بالأعداد الطبيعية من 
2 حتى 
n
، كلها تساوي في البداية ل 
true
.
```

```
 

for
 
i
 = 2, 3, 4, ...
```

```
, 
while
 
i
 ≤ 
n
/2:
 
if
 
A
[
i
] is 
true
:
```

```
  
for
 
j
 = 2
i
, 3
i
, 4
i
, ..., 
while
 
j
 ≤ 
n
:
   
A
[
j
] = 
false

 
```

```
الآن كل الأعداد 
i
 حيث [
A
[
i
 تساوي 
true
 هي أعداد أولية.
```

## غربال أويلر
انظر برهان صيغة جداء أويلر بالنسبة لدالة زيتا لريمان.